# Gudisalkoppa, Haveri
Gudisalkoppa là một làng thuộc tehsil Haveri, huyện Haveri, bang Karnataka, Ấn Độ.